# Hans Kloos
Hans Kloos (Baarn, 23 december 1960) is een Nederlandse dichter, schrijver en vertaler.

## Loopbaan
Hij debuteerde in 1986 met het bibliofiele bundeltje Legioen dat in kleine kring opviel door de erin opgenomen vertalingen (van onder anderen E.E. Cummings) en een reeks minimalistische gedichten. Zijn veelzijdigheid bleek eveneens uit Voor mevr. en men. Naaktgeboren (1988) waarin naast gedichten en vertalingen ook prozagedichten, verhalend en beschouwend proza stonden. Bovendien bevatte de bundel uitklappagina’s vanwege de soms extreem lange regels. In de volgende bundels lijkt zijn voorliefde voor het beheerste typografische experiment zich verder te ontwikkelen. Een nieuw gedicht begint soms schuin onder de laatste regel van het voorafgaande, of korte gedichten, door Kloos ‘confetti’ genoemd, lopen horizontaal in plaats van verticaal over de pagina.

## Ontvangst
Critici spreken van ‘gedichten die zich als een film voor het oog van de lezer ontrollen’ en ‘een mozaïek van gefragmenteerde beelden’. Duister is zijn poëzie niet, want ‘de taal lijkt navenant eenvoudig. Bij aandachtige lezing toont Kloos' simpele parlando echter diepere lagen, overrompelend soms’. Een liefdevol dichter wordt hij zelfs genoemd: ‘Bij Kloos is het allemaal concreet, menselijk. En liefdevol.’ Ook al behoorde hij er officieel niet toe, volgens dichter/essayist Marc Kregting was Hans Kloos een van de weinige echte Maximalen, een groep van dichters die eind jaren tachtig van de 20e eeuw de Nederlandse poëzie probeerde op te schudden.
Kloos schreef ook zelf enige tijd kritieken en essays voor de literaire tijdschriften de Held en de XXIe eeuw en het weekblad de Groene Amsterdammer.

## Ander werk
Behalve poëzie schreef hij ook de toneelmonoloog Schaap van de slapers (2001), de tekst van de strip Retour (2004), getekend door Witte Wartena. In 2010 verscheen zijn prozadebuut schaap koek fiets, drie lange, zijdelings verbonden verhalen. Daarnaast lijkt hij op zijn labyrintische website steeds meer de literaire mogelijkheden van het digitale medium te onderzoeken.

## Westerparkdichter
Van voorjaar 2006 tot en met voorjaar 2010 is Hans Kloos ook dichter van het Amsterdamse stadsdeel Westerpark geweest. Dit naar het schijnt als een grap begonnen project is uitgemond in een portret van het stadsdeel aan de hand van gedichten over specifieke plekken in Westerpark. Het afsluitende Je ziet hier iedereen voorbijkomen de Westerparkse gedichten bestond uit een papieren bundel en een cd-rom met animaties en geluidsopnames.

## Vertaler
Als vertaler heeft hij zich beziggehouden met de poëzie van onder anderen Michael Ondaatje, Thomas Tidholm, Marianne Moore, Torgny Lindgren en Russell Edson en met tal van tv-ondertitelingen (Salman Rushdie, Benny Hill, Monty Python, Astrid Lindgren, Flipper, The X-files). Sinds midden jaren '10 is hij vooral actief als vertaler van boeken van onder anderen Vera Brittain, David Jones, Balsam Karam, Tamsin Calidas, John Irving en Kaveh Akbar.

## Beknopte bibliografie
- Legioen (1986)
- Voor mevr. en meneer Naaktgeboren (1988)
- de hand boven het hoofd (1994)
- Schaap van de slapers (2001)
- het zingen van het ijs (2002)
- Retour (2004)
- zoekresultaten [voor liefde, dood, afscheid, huwelijk, oorlog, water, biografie, vriendschap, geluk, geboorte, ouder(s), alleen, jarig, sonnet, school, zomer, verhuizen, humor, poëzie, oma] (2007)
- Je ziet hier iedereen voorbijkomen de Westerparkse gedichten (2010, tekst, beeld en geluid)
- schaap koek fiets (2010)
- De interviews (2013)

## Beknopte lijst vertalingen
- Ik was een slechte hond Thomas Tidholm (bloemlezing, selectie en nawoord)
- De jongen Thomas Tidholm (hoorspel, uitgevoerd door de Trust)
- And Now for Something Completely Different Monty Python (film)
- Als de bladeren in Vallombrosa (tv-verfilming van Lars Noréns toneelstuk)
- Dido and Aeneas Nahum Tate (libretto van Purcells proto-opera)
- De gebroeders Leeuwenhart (verfilming van Astrid Lindgrens boek)
- Killer's Kiss (film van Stanley Kubrick)
- Carrington (biopic over het leven van Dora Carrington)
- Cymbeline (verfilming door Michael Almereyda van het gelijknamige stuk van Shakespeare)
- Testament van de jeugd Vera Brittain (autobiografie)
- En duva satt på en gren och funderade på tillvaron (film van Roy Andersson)
- Turist (film van Ruben Östlund)
- River of Fundament (kunstfilm van Matthew Barney en Jonathan Bepler)
- The Book of Sand (interactieve videofilm van componist Michel van der Aa met teksten van Jorge Luis Borges)
- The Square (film van Ruben Östlund)
- Tussentijd David Jones (vertaling van In Parenthesis)
- Hier maak ik mijn stad Robin Robertson (vertaling van The Long Take, genomineerd voor de Filter Vertaalprijs 2020)
- Ik ben een eiland Tamsin Calidas (vertaling van I Am an Island)